# Dům čp. 31 (Štramberk)
Dům čp. 31 je městské muzeum Zdeňka Buriana na Náměstí ve Štramberku v okrese Nový Jičín. Na místě roubeného domu byl postaven do zděné podoby na začátku 19. století. Byl zapsán do Ústředního seznamu kulturních památek ČR před rokem 1988 a je součástí městské památkové rezervace.

## Historie
Podle urbáře z roku 1558 bylo na náměstí postaveno původně 22 domů s dřevěným podloubím, kterým bylo přiznáno šenkovní právo a sedm usedlých na předměstí. Uprostřed náměstí stál pivovar. V roce 1614 je uváděno 28 hospodářů, fara, kostel, škola a za hradbami 19 domů. Za panování jezuitů bylo v roce 1656 uváděno 53 domů. První zděný dům čp. 10 byl postaven na náměstí v roce 1799. V roce 1855 postihl Štramberk požár, při němž shořelo na 40 domů a dvě stodoly. V třicátých letech 19. století stálo nedaleko náměstí ještě dvanáct dřevěných domů.
První nájemník domu čp. 31 je znám od poloviny 18. století. Barokní fasáda byla v období secese doplněna o bohatou štukovou výzdobu. V současné době je dům majetkem města. Od roku 1985 bylo sídlem Muzea ve Štramberku. Dům byl v roce 2011 rekonstruován a byla sem přemístěna expozice malíře Zdeňka Buriana. Muzeum je pobočkou Muzea Novojičínska.

## Stavební podoba
Dům je patrová zděná stavba s barokně vykrajovaným vysokým štítem otočeným do náměstí a sedlovou střechou. Průčelí je členěn kordonovou, parapetní a hlavní římsou s zubořezem. Dům je postaven na kamenné podezdívce, která vyrovnává svahovou nerovnost. Přízemí je čtyřosé s pravoúhlými okny, ve druhé ose je vstup ukončený segmentovým záklenkem. Nad kordonovou římsou v patře je pět okenních os s okny na parapetech. Ve štítu jsou dvě okna s parapety a štít je ukončen půlkulatým tympanonem se štukovou šesticípou hvězdou. Okna v průčelí mají ploché šambrány a návojovou římsu. Štít má bohatý štukový dekor s rostlinným motivem. V přízemí jsou klenuté stropy s lunetami, v patře má horní síň trámový strop.